# NBA Europe Live Tour 2006
O NBA Europe Live Tour 2006 foi a primeira edição do NBA Europe Live Tour.

## Partidas

### Na França, Itália e Espanha
| 5 Outubro 2006 | Boxscore | ASVEL Lyon-Villeurbanne | 90–115 | San Antonio Spurs |  | Astroballe, Villeurbanne |  |

| 5 Outubro 2006 | Boxscore | FC Barcelona | 104–99 | Philadelphia 76ers |  | Palau Sant Jordi, Barcelona |  |

| 6 Outubro 2006 | Boxscore | Lottomatica Roma | 93–100 | Phoenix Suns |  | PalaLottomatica, Rome |  |

| 8 Outubro 2006 | Boxscore | Maccabi Tel Aviv | 84–97 | San Antonio Spurs |  | Palais Omnisports de Paris-Bercy, Paris |  |

### Em Moscow
| 5 Outubro 2006 |  | CSKA Moscow | 94–78 | BC Khimki |  | CSKA Universal Sports Hall, Moscow |  |

| 6 Outubro 2006 | Boxscore | BC Khimki | 91–98 | Los Angeles Clippers |  | CSKA Universal Sports Hall, Moscow |  |

| 7 Outubro 2006 | Boxscore | CSKA Moscow | 94–75 | Los Angeles Clippers |  | CSKA Universal Sports Hall, Moscow |  |

### Em Cologne
| 10 Outubro 2006 |  | CSKA Moscow | 90–81 | Maccabi Tel Aviv |  | Kölnarena, Cologne |  |

| 10 Outubro 2006 | Boxscore | Philadelphia 76ers | 103–100 | Phoenix Suns |  | Kölnarena, Cologne |  |

| 11 Outubro 2006 | Boxscore | Maccabi Tel Aviv | 102–119 | Phoenix Suns |  | Kölnarena, Cologne |  |

| 11 Outubro 2006 | Boxscore | CSKA Moscow | 71–85 | Philadelphia 76ers |  | Kölnarena, Cologne |  |

### Torneio
|  | Semifinais         | Semifinais         |    |                  | Final          | Final |  |
|  |                    |                    |    |                  |                |       |  |
|  | 10 Outubro         |                    |    |                  |                |       |  |
|  | CSKA Moscow        | 90                 |    |                  |                |       |  |
|  | Maccabi Tel Aviv   | 81                 |    |                  |                |       |  |
|  |                    |                    |    |                  |                |       |  |
|  |                    |                    |    |                  | 11 Outubro     |       |  |
|  |                    |                    |    |                  | CSKA Moscow    | 71    |  |
|  |                    | Philadelphia 76ers | 85 |                  |                |       |  |
|  |                    |                    |    |                  |                |       |  |
|  |                    |                    |    |                  |                |       |  |
|  |                    |                    |    |                  | Terceiro lugar |       |  |
|  | 10 Outubro         | 10 Outubro         |    | 11 Outubro       | 11 Outubro     |       |  |
|  | Philadelphia 76ers | 103                |    | Maccabi Tel Aviv | 102            |       |  |
|  | Phoenix Suns       | 100                |    |                  | Phoenix Suns   | 119   |  |

## Pré-Jogos
- As derrotas do 76ers' para o FC Barcelona Bàsquet e do Clippers' para o PBC CSKA Moscow representaram a sexta e a sétima derrotas de equipes da NBA para equipes da Euroleague desde 1978, que foi o ano em que as equipes da NBA jogaram pela primeira vez contra equipes estrangeiras. Antes disso, apenas o Maccabi Tel Aviv B.C. (4 vezes: 1978, 1984 (2 vezes), 2005) e a Seleção Soviética (1988) haviam derrotado equipes da NBA.